# Nișcani, Călărași
Nișcani este un sat din raionul Călărași, Republica Moldova.
În sat sunt amplasate izvoarele din satul Nișcani, o arie protejată din categoria monumentelor naturii de tip hidrologic.

## Istorie
Localitatea a fost menționată documentar pentru prima dată în 1432 – 1433 când domnul Ilie Vodă dăruia satul slugii sale Staia:
„Din mila lui Dumnezeu, noi, Ilie voievod, domn al Țării Moldovei. Facem cunoscut, cu aceasta carte a noastră, celor care o vor vedea sau o vor auzi citindu-se, că acestei adevărate slugi a noastre, Staia, i-am dat un sat, Tuzara, unde este cneaz Nicoară, la obârșia pârâului Jelcova; alt sat mai jos de seliștea lui Heghetiș, unde este cneaz Onică ca să-i fie lui ... uric, neclintit niciodată, în veci, pentru ca i-am dat pentru slujbă lui, și copiilor lui, și fraților lui, și nepoților lui și strănepoților lui, neclintit niciodată, în veci, și uric să nu se dea nimănui, niciodată, și alt judecător să nu aibă, ci să asculte de domnia mea, de Suceava.

...

A scris Nan diac, la Suceava, <1432 ianuarie-1433 februarie> 4 zile.”

## Administrație și politică
Componența Consiliului local Nișcani (9 consilieri), ales la 5 noiembrie 2023, este următoarea:
|  | Partid                                       | Consilieri | Componență | Componență | Componență | Componență | Componență | Componență | Componență |
|  | -------------------------------------------- | ---------- | ---------- | ---------- | ---------- | ---------- | ---------- | ---------- | ---------- |
|  | Partidul Acțiune și Solidaritate             | 7          |            |            |            |            |            |            |            |
|  | Partidul Socialiștilor din Republica Moldova | 2          |            |            |            |            |            |            |            |